# 火成论
火成論（Plutonism），是由蘇格蘭地質學家詹姆斯·赫頓提出的一種地質學理論。火成論認為岩石是由地下熱能所改變的；地下熱能可能是地球核心的液態岩漿的熱度，火山活動的區域會改變地熱的溫度。

## 參閱
- 水成論